# 到郁
到郁（6世纪—567年），祖籍彭城郡武原县（今江苏省徐州市东），南朝陈政治人物。到仲举的儿子。
到郁娶陈文帝妹信义长公主，历任中书侍郎、宣城郡太守。到仲举被陈宣帝免官，到郁和父亲在家中不自安，常常乘坐小车蒙妇人之衣与军将韩子高密谋，为韩子高的军主告发，韩子高、到仲举、到郁被下狱，在狱中赐令自杀。到郁的儿女因为是皇帝的外甥得以免死。其第三女为宜都王陈叔明正妃。